# Servo de Deus

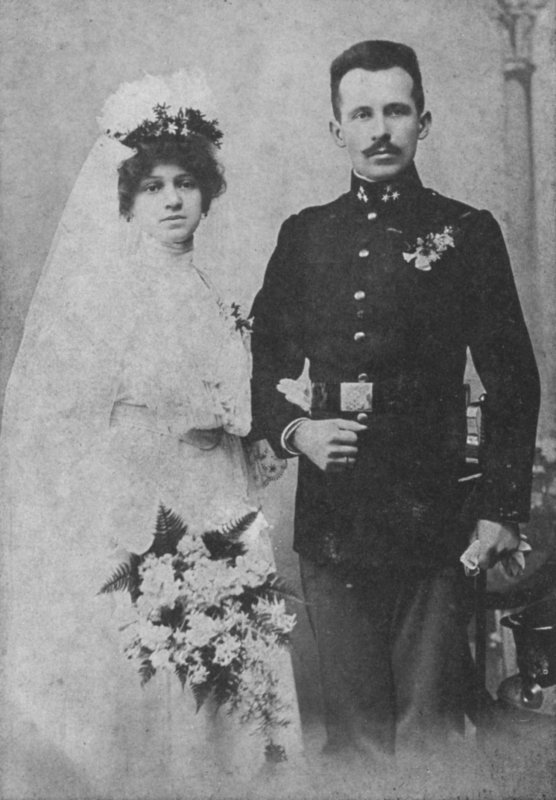
Os servos de Deus Emilia e Karol Wojtyla, pais de São João Paulo II

Servo de Deus é o título que a Igreja Católica dá a uma pessoa cujo processo de canonização foi oficialmente aberto. Esse título não deve ser confundido com Servus Servorum Dei (servo dos servos de Deus), um dos títulos do Papa.
Essa é a primeira das quatro etapas do processo de canonização. No próximo passo, o candidato a santo recebe o título de venerável, depois de o Pontífice decretar que essa pessoa, em vida, destacou-se pelas suas virtudes cristãs heroicamente vividas, pela honra do martírio ou pela oferta voluntária da própria vida. Após confirmado um milagre obtido pela intercessão do venerável, ele obtém o título de beato, e, após comprovado um segundo milagre, ocorrido após a beatificação, atribui-se a essa pessoa o título de santo.